# Aeroporto Internazionale di Manaus
L'Aeroporto Internazionale di Manaus-Eduardo Gomes (in portoghese Aeroporto Internacional de Manaus-Eduardo Gomes) è uno scalo aereo brasiliano che serve la città di Manaus, capitale dello stato di Amazonas.

## Storia
La costruzione dell'aeroporto è iniziata nel 1972. La struttura è stata inaugurata il 31 marzo 1976 con un volo nazionale operato da un Boeing 727-100 dei Serviços Aéreos Cruzeiro do Sul. All'epoca era l'aeroporto più moderno del Brasile e il primo a operare con manicotti d'imbarco. Sebbene inizialmente fosse previsto il nome di Aeroporto Supersonico di Manaus, il nome ufficiale fu cambiato in Eduardo Gomes con la legge 5.967 dell'11 dicembre 1973. L'aeroporto internazionale di Manaus ha sostituito il vecchio aeroporto di Ponta Pelada, trasformato in base militare.
L'aeroporto dispone di due terminal passeggeri. Il Terminal passeggeri 1 gestisce tutti i voli nazionali e internazionali, mentre il Terminal passeggeri 2, inaugurato il 12 marzo 1985, è destinato all'aviazione generale. Inoltre, l'aeroporto dispone di tre terminal merci, inaugurati nel 1976, 1980 e 2004. Hanno una superficie totale di 49.000 metri quadrati (530.000 piedi quadrati) e possono trattare fino a 12.000 t/mese di merci. I Cargo Terminal 1 e 2 trattano le merci in esportazione e il Cargo Terminal 3 quelle in importazione.
Il 31 agosto 2009 il gestore Infraero ha presentato un piano di investimenti da 793,5 milioni di BRL per ammodernare l'aeroporto internazionale Eduardo Gomes, in vista dei preparativi per la Coppa del Mondo FIFA 2014, che si è svolta in Brasile e di cui Manaus è stata una delle città sedi. L'investimento ha compreso l'ampliamento del piazzale e della pista esistente e l'ampliamento e la ristrutturazione del terminal passeggeri.
Il 7 aprile 2021 Vinci ha ottenuto una concessione trentennale per la gestione dell'aeroporto.

### Incidenti
- 21 aprile 1983: tre Il-76TD e un C-130 dell'Aeronautica libica atterrarono all'aeroporto di Manaus dopo che uno degli Il-76 ha avuto problemi tecnici durante la traversata dell'Oceano Atlantico. I velivoli sono stati quindi perquisiti dalle autorità brasiliane. Mentre il loro carico era ufficialmente dichiarato come forniture mediche, gli aerei trasportavano 17 jet Aero L-39 Albatros, insieme ad armi e paracadute, destinati al Nicaragua. Il carico fu sequestrato, mentre ai trasporti fu permesso di tornare in Libia.
- 6 marzo 1991: un Embraer EMB 110 Bandeirante della TABA diretto a Manaus viene dirottato da 3 persone nei pressi di São Gabriel da Cachoeira[1].
- 15 dicembre 1994: un Embraer EMB 110 Bandeirante della TABA in rotta da Carauari e Tefé a Manaus è stato dirottato da due cittadini colombiani. I passeggeri sono stati liberati nei pressi di Tabatinga e l'aereo è stato portato in Colombia. L'equipaggio è stato liberato presso l'ambasciata brasiliana a Bogotà[2].
- 14 maggio 2004: Il volo 4815 della Rico Linhas Aéreas, operato con l'Embraer EMB 120 registrato PT-WRO, in rotta da São Paulo de Olivença e Tefé a Manaus, si è schiantato nella foresta a circa 18 miglia nautiche da Manaus. Tutti i 33 passeggeri e l'equipaggio sono morti[3].